# Бельвіль (Париж)

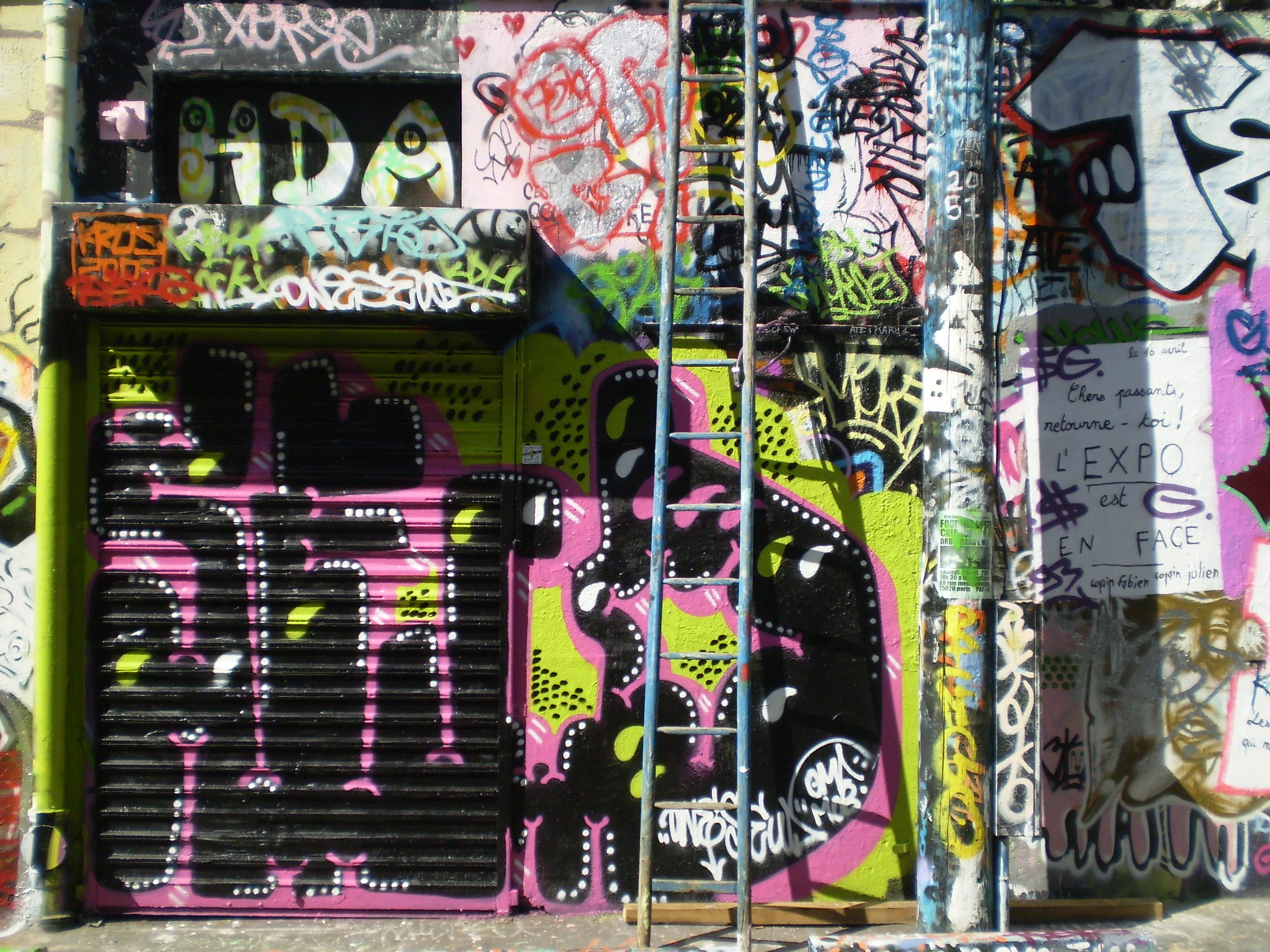
Графіті в кварталі Бельвіль

Бельвіль (фр. Belleville) — паризький квартал, що знаходиться в 19-му окрузі і 20-му окрузі на Бельвільському пагорбі (Butte de Belleville).

## Історія
Про селище, оточене виноградниками, на пагорбі Бель-Вю (Belle Vue — гарна панорама, гарний вид) відомо з XII століття. В XVIII столітті Бельвіль був місцем недільних прогулянок парижан. В 1840 році Бельвіль разом з Парижем оперезаний Тьєрським міським муром; Бельвіль набуває міських рис, тут оселяються парижани, чиє житло було знищене в процесі гігантської перебудови столиці бароном Османом.
У час Паризької комуни в 1871 році бельвільські барикади були останніми, які здалися під натиском версальців: населення цієї частини Парижа зменшилася з 50 тис. до 30 тис. чоловік.
Бельвіль офіційно входить в межі Парижа з 1860 року, і Бельвільська вулиця (rue de Belleville) стає кордоном 19-го та 20-го столичних округів.
Починаючи з 1920-х роках, Бельвіль-Менільмонтан перетворюється в іммігрантський квартал, де селяться вірмени, греки та поляки, що працюють в майстернях з пошиття одягу і взуття. У 1960-х роках масовий приплив алжирців і тунісців, в 1980-х роках — африканців і азіатів. Квартал з гумором називають «Вавилонвілем» (Babelville).
У 1930-х роках відомий циганський гітарист Жан Батист Рейнгардт увічнив район Бельвіль в однойменному творі.

Belleville, 2021

## Визначні місця

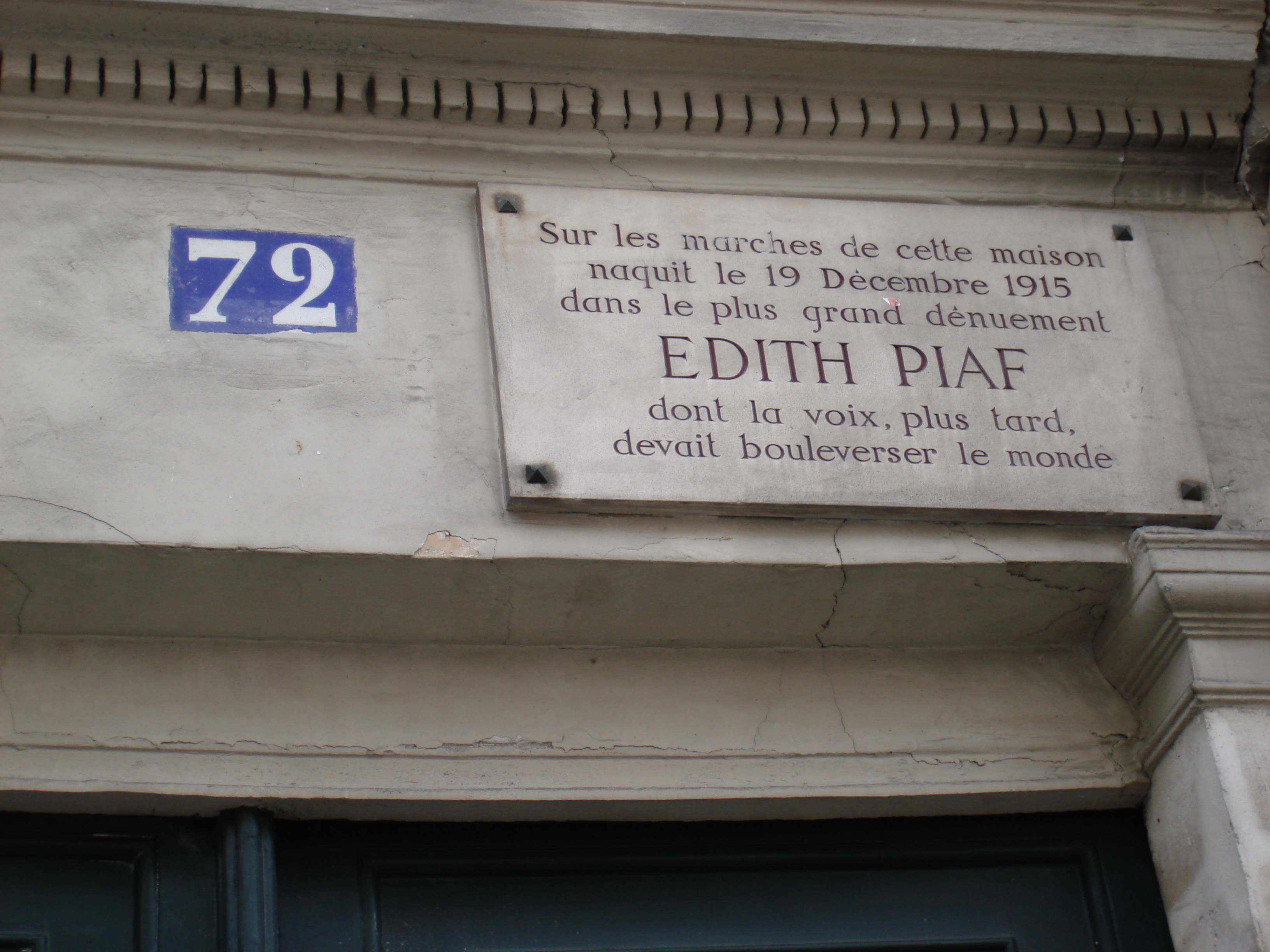
Меморіальна дошка на місці народження Едіт Піаф

- Парк Бельвіль, відкритий 1988 року
- Едіт Піаф народилася 1915 року на сходах будинку 72 по вулиці Бельвільській, про що свідчить меморіальна дошка.